# Alconeura fulminea
Alconeura fulminea är en insektsart som beskrevs av Lawson 1930. Alconeura fulminea ingår i släktet Alconeura och familjen dvärgstritar. Inga underarter finns listade i Catalogue of Life.